# Blasiistraße 4 (Quedlinburg)

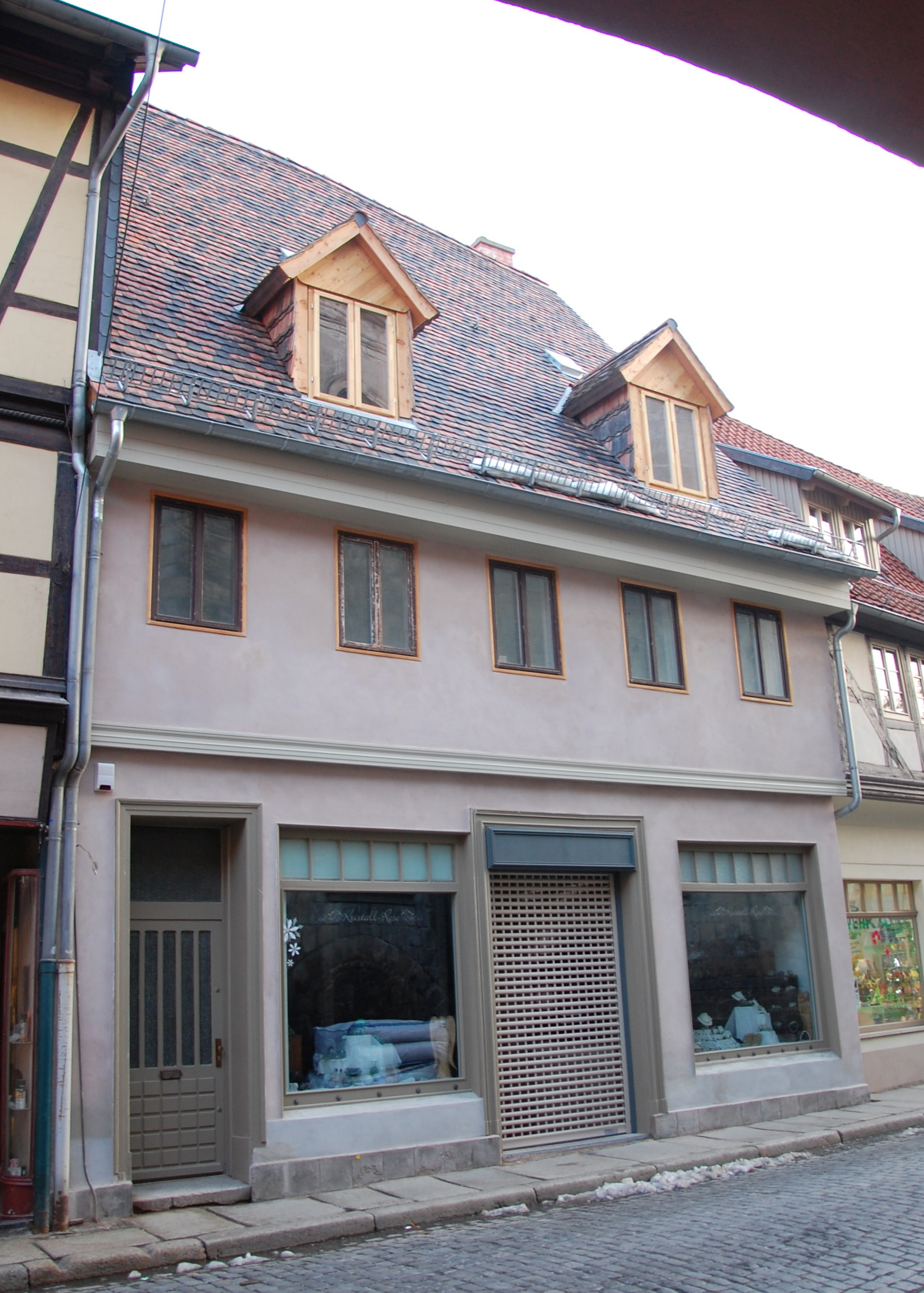
Haus Blasiistraße 4

Das Haus Blasiistraße 4 ist ein denkmalgeschütztes Gebäude in der Stadt Quedlinburg in Sachsen-Anhalt.

## Lage
Es befindet sich auf der Südseite der Blasiistraße südwestlich des Quedlinburger Marktplatzes und gehört zum UNESCO-Weltkulturerbe. Im Quedlinburger Denkmalverzeichnis ist es als Wohnhaus eingetragen. Östlich schließt sich das gleichfalls denkmalgeschützte Haus Blasiistraße 2a, 3, westlich das Haus Blasiistraße 5 an.

## Architektur und Geschichte
Das zweigeschossige weit auskragende Fachwerkhaus ist vermutlich spätgotischen Ursprungs und stammt aus der Zeit um 1500. Dendrochronologisch wurde der Zeitraum um 1439 ermittelt.  Der Dachstuhl des schmucklosen, verputzten Gebäudes stammt noch aus der Bauzeit. Im 19. Jahrhundert erfolgten Umbauten. Um 1910 wurde im Erdgeschoss ein Ladeneinbau vorgenommen.